# Florian Cajori
Pour les articles homonymes, voir Cajori.
Florian Cajori (né le 28 février 1859 à Saint-Aignan près de Thusis en Suisse, mort le 14 août 1930 à Berkeley en Californie aux États-Unis) est un historien des mathématiques, véritable fondateur de cette discipline aux États-Unis, et auteur dans ce domaine d'ouvrages qui ont fait date.

## Biographie
Florian Cajori quitte sa Suisse natale pour émigrer aux États-Unis en 1875, à l'âge de 16 ans. Après trois ans d'études, il enseigne comme instituteur. Quelques années plus tard, il reprend des études universitaires en mathématiques. En 1887, il devient assistant-professeur en mathématiques appliquées à l'université Tulane de La Nouvelle-Orléans, et c'est là qu'il soutient sa thèse de doctorat en 1894. Il obtient ensuite une chaire de physique, puis de mathématiques, au Colorado College de Colorado Springs. Une chaire d'histoire des mathématiques est créée pour lui à l'université de Californie à Berkeley en 1918, qu'il conserve jusqu'à sa disparition en 1930.

## Travaux
Cajori a écrit au début de sa carrière quelques manuels pour l'enseignement, mais ne se consacra jamais à d'autre domaine de recherche que l'histoire des mathématiques. Sa réputation dans ce domaine était très grande de son vivant, comme en témoignent plusieurs prix, son recrutement à Berkeley, et les circonstances particulières de celui-ci. Il est plus critiqué aujourd'hui par les historiens des sciences, par exemple pour son adaptation d'une traduction en langue anglaise des Principia Mathematica d'Isaac Newton. Cependant son œuvre majeure, A History of Mathematical Notations (Une Histoire des notations mathématiques) parue en 2 volumes de 1928 à 1929, reste aujourd'hui une référence de premier plan en la matière, encore très largement citée.

## Œuvres
Cajori a écrit de nombreux articles et une douzaine de livres d'histoire des mathématiques dont :
- The teaching and history of mathematics in the United States, 1890.
- A History of Mathematics, 1894, (2nde ed. 1919).
- A History of Elementary Mathematics with Hints on Methods of Teaching, 1896.
- A History of the Logarithmic Slide Rule and Allied Instruments, 1909.
- William Oughtred, a Great Seventeenth-Century Teacher of Mathematics, 1916.
- Early Mathematical Sciences in North and South America, 1928.
- A History of Mathematical Notations, vol. 1 1928, vol. 2 1929, (détail des éditions).

## Honneurs
- Le cratère lunaire Cajori est nommé en son honneur.